# 森つぐみ
森 つぐみ（もり つぐみ、1997年1月17日 - ）は、日本の女性ファッションモデル。関西を中心に活動するファッションマガジン「MONA」の4号モデルとしてデビュー。本名同じ。東京都出身（2歳から大阪在住）。愛称は、つぐみん、つぐちゃん。

## 経歴
- 2018年4月、MONAのエージェントからスカウト。MONAの存在を知る。
- 2018年6月15日(金)～ 6月25日(月)、【6月度】MONA 2018A/W 4号モデルオーディション」（SR審査・三次審査）に合格（5位）。
- 2018年8月12日（日）、「MONA FASHION fes 2018 A/W ～Discovery～」にて、MONA4号モデル合格者のお披露目＆初ウォーキング（4号モデルのトリで登場）。
- 2018年9月1日（土）、MONA4号モデルとして活動開始。
- 2018年9月11日(火)～9月17日(月)、「【MONA4号モデル】大型ビジョン広告出演権争奪イベント」にて1位獲得（出演権ゲット） [2]。
- 2018年10月2日（火）、関西4000箇所の大型ビジョン広告の撮影（公開は11月予定） 。
- 2018年10月14日（月）、森つぐみ初掲載「MONA4号」発刊。
- 2018年10月22日（月）～10月28日（日）、関西4000箇所のMONAビジョン広告にMONAモデルの一員として出演。
- 2018年11月3日（月）、奈良県の生駒山上遊園地内のダンス＆ファッションモデル体験イベント「IKOMASANJOU COLLECTION 2018」に出演。
- 2018年11月23日（金）、Showroomの配信にて本人による「第1回つぐみん検定」を実施。
- 2018年12月6日（木）～11日（火）、2019年2月のMONA FASHION fesのShowroomステージ出演を掛けた予選イベント（D組）にて、1位（64万9093pt）を獲得。決勝に進出。[3]
- 2018年12月14日（金）～18日（火）、2019年2月のMONA FASHION fesのShowroomステージ出演を掛けた決勝イベント（B組）にて、1位（148万4593pt ）を獲得。ステージ出演権を獲得。[4]
- 2018年11月1日（木）～12月31日（月）、2019年2月のMONA FASHION fesのTOP30ステージ出演などや今度のMONAでの活動班員に大きく関わる、MONAオフィシャルサイト内[5]の投票イベントにて、11位（32万9767pt）を獲得。
- 2019年1月17日（木）～23日（水）、2019年3月3日開催の神戸コレクション2019 S/S出演を掛けた予選イベント（C組）にて、1位（95万3978pt ）を獲得。決勝に進出。[6]
- 2019年1月28日（月）～2月3日（日）、2019年3月3日開催の神戸コレクション2019 S/S出演を掛けた決勝イベントにて、3位（225万6702pt ）を獲得。[7]
- 2019年2月17日（日）、MONA FASHION fes 2019 S/Sに出演
- 2019年3月10日（日）、Showroomの配信にて本人による「第2回つぐみん検定」を実施。
- 2019年3月18日（月）～3月23日（土）、2019年4月下旬～5月上旬に関西圏にて掲示されるビジョン・ポスター広告の掲載権を掛けた予選イベント（4号A組）にて、2位（110万0062pt）を獲得。決勝に進出。[8]
- 2019年3月25日（月）～3月31日（日）、2019年4月下旬～5月上旬に関西圏にて掲示されるビジョン・ポスター広告の掲載権を掛けた決勝イベント（4号決勝）にて、1位（226万6079pt）を獲得。出演権を獲得。[9]
- 2019年3月30日（土）イオンモール堺北花田にてファッションショー「MONAモデルと一緒にランウエイを歩こう！」に出演。[10]
- 2019年4月13日（土）～4月18日（木）、ハワイロケ撮影権を掛けた予選イベント（A組）にて、4位（148万1127pt）を獲得。決勝に進出。[11]
- 2019年4月21日（日）～4月25日（木）、ハワイロケ撮影権を掛けた予選イベント（A組）にて、3位（195万4433pt）を獲得。[12]
- 2019年5月20日（月）～5月26日（日）、カフェ「＆ISLAND」とのコラボ商品開発権を掛けた予選イベント（C組）にて、9位（56万6178pt）を獲得。アバター権を獲得。[13]
- 2019年6月15日（土）～6月22日（土）、2019年8月のMONA FASHION fesの「SHOWROOMステージ」出演を掛けた予選イベント（B組）にて、1位（138万1589pt ）を獲得。決勝に進出。[14]
- 2019年6月25日（火）～6月29日（土）、2019年8月のMONA FASHION fesの「SHOWROOMステージ」出演を掛けた決勝イベント（A組）にて、1位（297万8040pt ）を獲得。出演権を獲得。[15]
- 2019年7月15日（月）～7月20日（土）、MONA×FMOH！ラジオ番組制作部 入部権を掛けた予選イベント（B組）にて、5位（119万8185pt ）を獲得。決勝に進出。[16]
- 2019年7月22日（月）～7月27日（土）、MONA×FMOH！ラジオ番組制作部 入部権を掛けた決勝イベント（A組）にて、8位（156万363pt ）を獲得。決勝に進出。[17]
- 2019年5月1日（水）～7月31日（水）、2019年8月のMONA FASHION fesのTOP30ステージ出演などや今度のMONAでの活動班員に大きく関わる、MONAオフィシャルサイト内[5]の投票イベントにて、7位（113万8016pt）を獲得。神7入りを果たす。[18]。
- 2019年8月12日（月）、MONA FASHION fes 2019 A/Wに出演

## 人物
森つぐみのファンの事を、その名字から「もりりんず」と称する。
プロフィールより、前職：保育士／チャームポイント : 地毛の色／趣味 : カフェ巡り、ラーメン巡り／毎日の日課 : コーヒーを飲む（カフェオレも可）／好きな食べ物 : 唐揚げ、ラーメン、チーズ、きゅうり／宝物 : MONA、いつも支えてくださる人達、家族、友人／MONAでの一番の思い出 : 初ステージとなった2018A/W MONA FASHIONfes。

## 出演

### ファッションショー
- MONA FASHION fes 2019 SPRING/SUMMER "Relation"～繋がり～（2019年2月17日（日）／堂島リバーフォーラム）
  - オープニングダンス、表紙ステージ、SHOWROOMステージ、TOP30ステージ、3部開始時のダンス、ブランドステージ（AIMER）、表紙モデルアピールタイムに出演
- MONA FASHION fes 2019 AUTUMN/WINTER "Beyond the Frame"（2019年8月12日（月）／Zeppなんば大阪）
  - 表紙ステージ、表紙メンバー紹介ステージ、SHOWROOMステージ、TOP30ステージ、サンクスステージ、ブランドステージ（ANGELO JAPAN、HABERDASHERY、LIPSTAR）に出演

### 書籍
- MONA4号（2018年10月14日（月）発刊）[20]
- MONA5号（2019年4月15日（月）発刊）[21]

### 広告
- MONAビジョン広告（2018年10月22日（月）～10月28日（日）） https://www.youtube.com/watch?v=o9uJmRKCdYk
  - （関西4000箇所（JR西日本の電車内のモニター、JR大阪駅・新大阪駅・京都駅・三宮駅/御堂筋線梅田駅/阪急百貨店前の柱の映像ビジョン、心斎橋OPAの巨大ビジョン）
- MONAビジョン広告（2019年4月29日（月）～5月9日（木））
  - （南海なんば駅 なんばガレリア ツインビジョン（29日～5日）、MINT神戸ビジョン（30日～6日）、心斎橋OPAビジョン（29日～5日）、JR駅改札ビジョン（大阪駅・新大阪駅・京都駅・三ノ宮駅／29日～5日）、阪急ターミナルビジョン「BIGMAN」（30日～6日）、阪急クランクウォールポスター（3日～9日））

## つぐみん検定

### 第1回つぐみん検定
2018年11月23日（木・祝）のSHOWROOMのライブ配信にて、森つぐみ本人出題による、第一回目の「つぐみん検定」が開催。
合格ラインは10問中8問正解だったが、その絶妙な難易度により、全問正解どころか8問正解したリスナーすら0名。不合格に落ち込むリスナーたちと、その様子を見てワタワタする森つぐみとで、一時配信は阿鼻叫喚と化した。
| No | 問題                                            | 正解                                       |
| -- | ----------------------------------------------- | ------------------------------------------ |
| 1  | 私の誕生日は1月16日である                       | × 1月17日                                  |
| 2  | 私の出身地は大阪である                          | × 東京（2歳から大阪）                      |
| 3  | 私の身長は157cmである                           | × 158cm 日本の女性の平均                   |
| 4  | 私には中学生の弟がいる                          | ○ 8歳下の中学二年生                        |
| 5  | 私がMONAと出会ったのは2018年4月である           | ○ 4月にエージェントさんに声を掛けられた    |
| 6  | 私の好きなケーキはティラミスである              | ○ チーズケーキも好きだけど一番はティラミス |
| 7  | 約1年前頃（2017年11月頃）はショートヘアであった | ○ 着物の写真をインスタにアップ             |
| 8  | 私は休日カラーコンタクトを付けている時もある    | × カラコンはした事がない                   |
| 9  | 好きなラーメンの順位は豚骨→塩→醤油→味噌である   | × 塩と醤油が逆                             |
| 10 | 今（2018.11.23）までに投稿したブログは9コである | ○                                          |

### 第2回つぐみん検定
2019年3月10日（日）のSHOWROOMのライブ配信にて実施。森つぐみに関する○×クイズが10問出題された。
合格ラインは8問で、8問以上正解した人には、森つぐみ本人からプチお手紙が、10問全問正解した人には長めのお手紙が貰えるとあって、リスナーは意欲満々で参加。第1回に比べ、比較的難易度を低めに抑えられていた事もあり多数の合格者が誕生した。
| No | 問題                                                                                                 | 正解                                                              |
| -- | --- | ----------------------------------------------------------------- |
| 1  | 私の血液型はO型である                                                                                | × A型                                                             |
| 2  | 私の星座はおとめ座である                                                                             | × やぎ座                                                          |
| 3  | 私のチャームポイントは地毛の色である                                                                 | ○ 光に当たると、どことなく茶色に近いアッシュに輝く                |
| 4  | もりりんずのアバターは「幸せの青い鳥」も由来している                                                 | ○ 「皆にたくさんの幸せをお届けしよう」という思いから              |
| 5  | 私がSHOWROOMの配信を始めたのは5月である                                                              | × 2018年6月に配信を始めた                                         |
| 6  | MONA FASHION fes 2019 s/s "Relation"に出演したステージ数は6である （表紙ステージは分けずにカウント） | ○                                                                 |
| 7  | カフェ巡りも趣味である                                                                               | ○ 大学の時からカフェ巡りも趣味。たまにInstagramにもアップしている |
| 8  | 私が去年（2018年）着ていた水着はベージュである                                                       | ○                                                                 |
| 9  | 誕生日に友達と行ったのはラーメン屋である                                                             | × MONAカフェでサプライズパーティーを開いてくれた                  |
| 10 | 私はいつもゴールドの指輪をつけている                                                                 | × 付けているのはシルバーリング                                    |